# Opioide
Um opioide é qualquer composto químico psicoativo que produza efeitos farmacológicos semelhantes aos do ópio ou de substâncias nele contidas. Também inclui os opiáceos. Os opioides agem sobre receptores opioides, com efeitos similares aos da morfina, por exemplo.
Clinicamente, eles são usados principalmente para alívio da dor, incluindo anestesia. Outros usos médicos incluem supressão da diarreia, terapia de reposição para transtorno do uso de opioides, reversão da overdose de opioides e supressão da tosse. Opióides extremamente potentes, como carfentanil, são aprovados apenas para uso veterinário. Os opioides também são frequentemente usados de forma não médica por seus efeitos eufóricos ou para prevenir a abstinência. Os opióides podem causar a morte e têm sido usados para execuções nos Estados Unidos.
Os efeitos colaterais dos opióides podem incluir coceira, sedação, náusea, depressão respiratória, constipação e euforia. O uso em longo prazo pode causar tolerância, o que significa que doses maiores são necessárias para alcançar o mesmo efeito, e dependência física, o que significa que a interrupção abrupta do medicamento leva a sintomas desagradáveis de abstinência. A euforia atrai o uso recreativo, e o uso recreativo frequente e crescente de opióides normalmente resulta em dependência. Uma overdose ou uso concomitante com outras drogas depressoras, como benzodiazepínicos, geralmente resulta em morte por depressão respiratória.
Os opióides atuam ligando-se aos receptores opióides, que são encontrados principalmente no sistema nervoso central e periférico e no trato gastrointestinal. Esses receptores mediam os efeitos psicoativos e somáticos dos opióides. Os medicamentos opioides incluem agonistas parciais, como a droga antidiarreica loperamida e antagonistas como naloxegol para constipação induzida por opioides, que não atravessam a barreira hematoencefálica, mas podem impedir que outros opioides se liguem a esses receptores.
Como os opioides causam dependência e podem resultar em overdose fatal, a maioria são substâncias controladas . Em 2013, entre 28 e 38 milhões de pessoas usaram opioides ilicitamente (0,6% a 0,8% da população global entre 15 e 65 anos).  Em 2011, cerca de 4 milhões de pessoas nos Estados Unidos usaram opioides para fins recreativos ou eram dependentes deles.  A partir de 2015, o aumento das taxas de uso recreativo e vício são atribuídos à prescrição excessiva de medicamentos opioides e heroína ilícita barata .  Por outro lado, o medo de prescrições excessivas, efeitos colaterais exagerados e dependência de opioides são igualmente responsabilizados pelo subtratamento da dor. 

## Terminologia

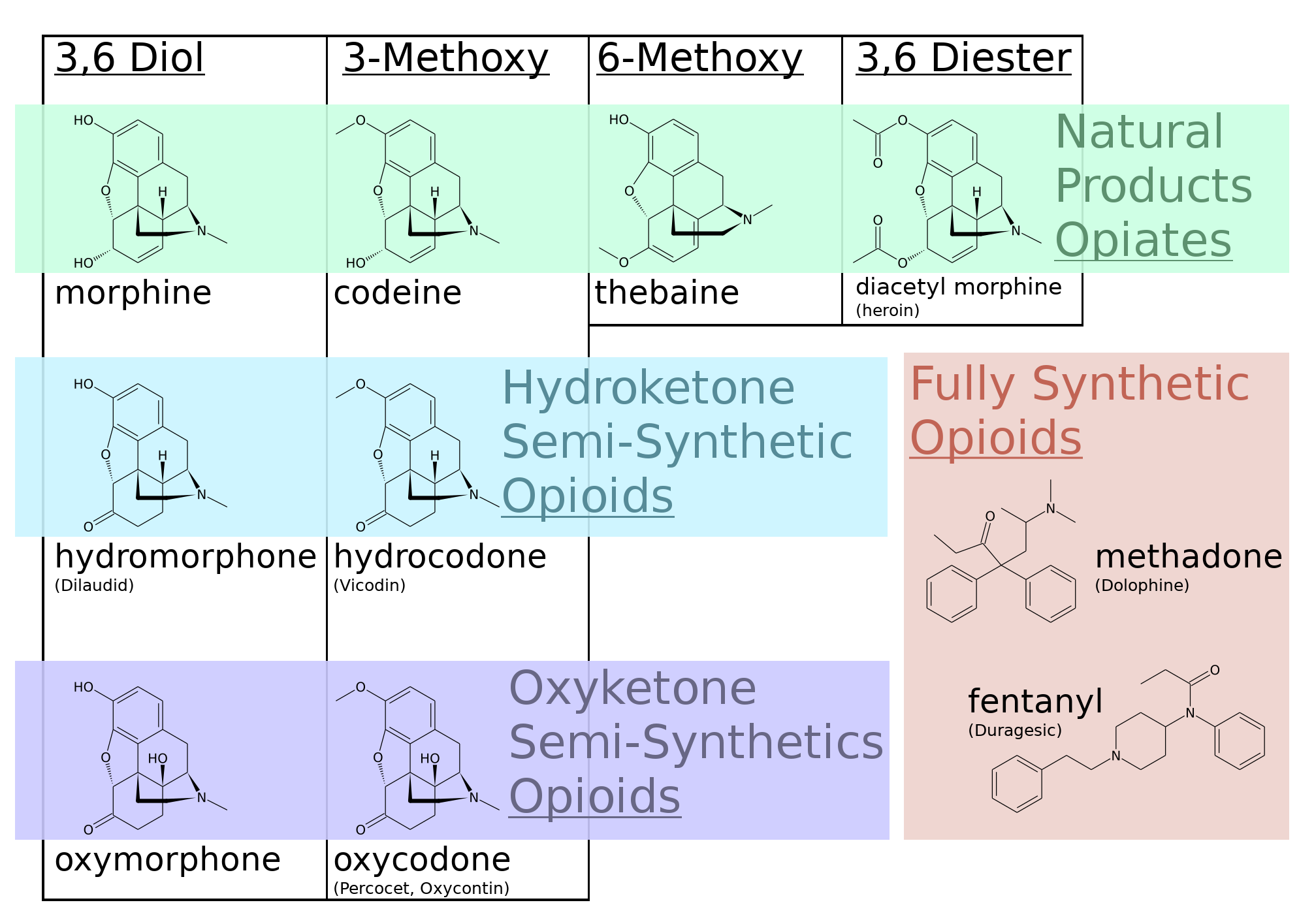
Opiáceos com as estruturas químicas indicadas. Muitos opiáceos clássicos são também chamados de opióides na nomenclatura moderna.

Entre as substâncias opioides estão incluídas os opiáceos, um termo mais antigo que é limitado a drogas derivadas dos alcaloides encontrados naturalmente na resina da papoula do ópio, como a morfina. Outros opioides são drogas semissintéticas e sintéticas, como hidrocodona, oxicodona e fentanil; drogas antagonistas, tais como naloxona; ou peptídeos endógenos, tais como as endorfinas. De maneira mais generalista e especialmente nos Estados Unidos, os opioides e opiáceos também são referidos como narcóticos, termo derivado de palavras que significam 'entorpecimento' ou 'sono' e que também costuma ser aplicado a qualquer droga psicoativa ilegal ou controlada.. Em algumas jurisdições, todas as drogas controladas são legalmente classificadas como narcóticos . O termo pode ter conotações pejorativas e seu uso geralmente é desencorajado quando for o caso.

## História e usos médicos
Os opioides estão entre as drogas mais antigas do mundo: o uso terapêutico da papoula do ópio é anterior à história documentada. Os efeitos analgésicos dos opioides se devem a uma diminuição da percepção da dor, ou seja, a uma maior tolerância à dor. Os efeitos colaterais dessas substâncias incluem sedação, depressão respiratória, obstipação e um forte  sentimento de euforia. Podem causar a supressão da tosse - sendo efetivamente empregados na prática clínica com essa finalidade -  mas, ao mesmo tempo, a ação antitussígena pode ser considerada como um  efeito colateral indesejado. O paciente pode desenvolver dependência  ainda durante o tratamento, seguindo-se a síndrome de abstinência se o uso dessas substâncias for interrompido repentinamente. A euforia produzida por essas substâncias é, todavia, um  dos principais motivos para o uso não médico dessas substâncias, com eventual abuso e dependência.
Mesmo que os opioides fortes sejam classificados juntos, eles também podem diferir muito em força. Os opioides fortes são geralmente prescritos para os tipos de dores mais intensas – por exemplo, se você realizou uma cirurgia ou se feriu em um acidente de carro. Eles também podem ser considerados para a dor em pessoas com câncer.
Dor
A codeína opióide fraca, em doses baixas e combinada com um ou mais outros medicamentos, está comumente disponível sem receita médica e pode ser usada para tratar a dor leve. Outros opioides geralmente são reservados para o alívio da dor moderada a intensa.
Dor aguda
Os opioides são eficazes no tratamento da dor aguda (como dor após cirurgia). Para alívio imediato da dor aguda moderada a grave, os opióides são frequentemente o tratamento de escolha devido ao seu rápido início, eficácia e risco reduzido de dependência. No entanto, um novo relato mostrou um risco claro de uso prolongado de opioides quando analgésicos opióides são iniciados para controle da dor aguda após cirurgia ou trauma. Eles também foram considerados importantes em cuidados paliativos para ajudar com a dor severa, crônica e incapacitante que pode ocorrer em algumas condições terminais, como câncer, e doenças degenerativas, como artrite reumatóide. Em muitos casos, os opióides são uma estratégia bem-sucedida de cuidados de longo prazo para aqueles com dor crônica do câncer.

### Dor crônica não oncológica
No tratamento da dor crônica, os opioides são uma opção a ser tentada após a consideração de outros analgésicos menos arriscados, incluindo paracetamol/acetaminofeno ou AINEs como ibuprofeno ou naproxeno. Alguns tipos de dor crônica, incluindo a dor causada por fibromialgia ou enxaqueca, são preferencialmente tratados com medicamentos que não sejam opioides. A eficácia do uso de opioides para diminuir a dor neuropática crônica é incerta.
Os opioides são contraindicados como tratamento de primeira linha para cefaleia porque prejudicam o estado de alerta, trazem risco de dependência e aumentam o risco de que cefaleias episódicas se tornem crônicas. Os opioides também podem causar sensibilidade aumentada à dor de cabeça. Quando outros tratamentos falham ou não estão disponíveis, os opioides podem ser apropriados para o tratamento da cefaleia se o paciente puder ser monitorado para prevenir o desenvolvimento de cefaleia crônica.
Os opioides estão sendo usados com mais frequência no tratamento da dor crônica não maligna. Essa prática agora levou a um novo e crescente problema com dependência e uso indevido de opióides. Por causa de vários efeitos negativos, o uso de opioides para o tratamento a longo prazo da dor crônica não é indicado, a menos que outros analgésicos menos arriscados tenham sido considerados ineficazes. A dor crônica que ocorre apenas periodicamente, como dor nos nervos, enxaquecas e fibromialgia, geralmente é melhor tratada com medicamentos que não sejam opioides. Paracetamol e medicamentos anti-inflamatórios não esteroides, incluindo ibuprofeno e naproxeno, são considerados alternativas mais seguras.Eles são frequentemente usados combinados com opioides, como paracetamol combinado com oxicodona (Percocet) e ibuprofeno combinado com hidrocodona (Vicoprofeno), que aumenta o alívio da dor, mas também se destina a impedir o uso recreativo.

### Outros casos

#### Tosse
A codeína já foi vista como o "padrão ouro" em supressores de tosse, mas essa posição agora é questionada.  Alguns estudos recentes controlados por placebo descobriram que pode não ser melhor do que um placebo para algumas causas, incluindo tosse aguda em crianças.  Portanto, não é recomendado para crianças.  Além disso, não há evidências de que a hidrocodona seja útil em crianças.  Da mesma forma, uma diretriz holandesa de 2012 sobre o tratamento da tosse aguda não recomenda seu uso.  (O análogo opioide dextrometorfano , há muito considerado um supressor de tosse tão eficaz quanto a codeína, demonstrou similarmente pouco benefício em vários estudos recentes.  )
Baixa dose de morfina pode ajudar a tosse crônica, mas seu uso é limitado por efeitos colaterais. 

#### Diarréia e constipação
Em casos de síndrome do intestino irritável com predominância de diarreia , os opioides podem ser usados para suprimir a diarreia. A loperamida é um opióide perifericamente seletivo disponível sem receita médica usado para suprimir a diarreia.
A capacidade de suprimir a diarreia também produz constipação quando os opioides são usados por várias semanas.  O naloxegol , um antagonista de opioide periférico seletivo, agora está disponível para tratar a constipação induzida por opioides. 

#### Falta de ar
Os opioides podem ajudar na falta de ar, principalmente em doenças avançadas, como câncer e DPOC, entre outras.  No entanto, descobertas de duas revisões sistemáticas recentes da literatura descobriram que os opioides não eram necessariamente mais eficazes no tratamento da falta de ar em pacientes com câncer avançado. 
Hiperalgesia
Ver artigo principal: hiperalgesia induzida por opioides
A hiperalgesia induzida por opioides (HIO) tem sido evidente em pacientes após exposição crônica a opioides. 

## Mecanismo de ação
Os opioides agem por intermédio de ligações a receptores específicos (receptores dos opioides), que se encontram principalmente no sistema nervoso central (SNC), no  sistema nervoso periférico (SNP) e no trato gastrointestinal. Essas substâncias, interagindo com o receptor especifico, agem prevalentemente como moduladores das sensações dolorosas mas também como fatores de transcrição, por intermédio de receptores nucleares específicos. Todas as moléculas opioides podem ser bloqueadas por antagonistas específicos e, em particular, pela naloxona.

## Efeitos adversos
A cada ano, 69.000 pessoas em todo o mundo morrem de overdose de opioides e 15 milhões de pessoas têm dependência de opioides.
Em adultos mais velhos, o uso de opioides está associado ao aumento dos efeitos adversos, como "sedação, náuseas, vômitos, constipação, retenção urinária e quedas". Como resultado, os idosos que tomam opioides correm maior risco de lesão. Os opióides não causam toxicidade em órgãos específicos, ao contrário de muitos outros medicamentos, como aspirina e paracetamol. Eles não estão associados a sangramento gastrointestinal superior e toxicidade renal.
De acordo com o USCDC, a metadona esteve envolvida em 31% das mortes relacionadas a opioides nos EUA entre 1999–2010 e 40% como a única droga envolvida, muito mais do que outros opioides. Estudos de opioides de longo prazo descobriram que muitos os interrompem e que efeitos colaterais menores são comuns.
Tolerância
A tolerância é um processo caracterizado por neuroadaptações que resultam na redução dos efeitos dos medicamentos. Embora a regulação positiva do receptor possa muitas vezes desempenhar um papel importante, outros mecanismos também são conhecidos. A tolerância é mais pronunciada para alguns efeitos do que para outros; a tolerância ocorre lentamente aos efeitos sobre o humor, prurido, retenção urinária e depressão respiratória, mas ocorre mais rapidamente à analgesia e outros efeitos colaterais físicos. No entanto, a tolerância não se desenvolve para constipação ou miose (a constrição da pupila do olho para menos ou igual a dois milímetros). 
A tolerância aos opióides é atenuada por uma série de substâncias, incluindo:
- bloqueadores dos canais de cálcio[39][40][41]
- magnésio intratecal[42][43] e zinco[44]
- Antagonistas de NMDA, como dextrometorfano, cetamina[79] e memantina.[45]
- Antagonistas de colecistoquinina, como proglumida[46][47]
- Agentes mais novos, como o inibidor de fosfodiesterase ibudilast, também foram pesquisados para essa aplicação.[48]

A tolerância é um processo fisiológico em que o corpo se ajusta a um medicamento que está frequentemente presente, geralmente exigindo doses mais altas do mesmo medicamento ao longo do tempo para obter o mesmo efeito. É uma ocorrência comum em indivíduos que tomam altas doses de opioides por longos períodos, mas não prevê qualquer relação com uso indevido ou dependência
Dependência física
A dependência física é a adaptação fisiológica do organismo à presença de uma substância, neste caso, medicação opióide. É definida pelo desenvolvimento de sintomas de abstinência quando a substância é descontinuada, quando a dose é reduzida abruptamente ou, especificamente no caso de opioides, quando um antagonista (por exemplo, naloxona) ou um agonista-antagonista (por exemplo, pentazocina) é administrado . A dependência física é um aspecto normal e esperado de certos medicamentos e não implica necessariamente que o paciente seja viciado.
Os sintomas de abstinência de opiáceos podem incluir disforia grave, desejo por outra dose de opiáceo, irritabilidade, sudorese, náusea, rinorréia, tremor, vômito e mialgia. A redução lenta da ingestão de opioides ao longo de dias e semanas pode reduzir ou eliminar os sintomas de abstinência. A velocidade e a gravidade da retirada dependem da meia-vida do opióide; a abstinência de heroína e morfina ocorre mais rapidamente do que a abstinência de metadona. A fase aguda de abstinência é frequentemente seguida por uma fase prolongada de depressão e insônia que pode durar meses. Os sintomas de abstinência de opioides podem ser tratados com outros medicamentos, como clonidina. A dependência física não prediz o uso indevido de drogas ou a verdadeira dependência, e está intimamente relacionada ao mesmo mecanismo que a tolerância. Embora existam alegações anedóticas de benefícios com a ibogaína, os dados para apoiar seu uso na dependência de substâncias são escassos.
Pacientes críticos que receberam doses regulares de opioides apresentam abstinência iatrogênica como uma síndrome frequente.

### Vício
O vicio é um conjunto complexo de comportamentos tipicamente associados ao uso indevido de certas drogas, desenvolvendo-se ao longo do tempo e com dosagens mais altas de drogas. O vício inclui compulsão psicológica, na medida em que a pessoa afetada persiste em ações que levam a resultados perigosos ou insalubres. O vício em opioides inclui insuflação ou injeção, em vez de tomar opioides por via oral conforme prescrito por razões médicas. 
Em países europeus como Áustria, Bulgária e Eslováquia, as formulações orais de morfina de liberação lenta são usadas na terapia de substituição de opiáceos (OST) para pacientes que não toleram bem os efeitos colaterais da buprenorfina ou da metadona . A buprenorfina também pode ser usada em conjunto com a naloxona para um tratamento mais longo do vício. Em outros países europeus, incluindo o Reino Unido, isso também é usado legalmente para OST, embora em uma escala variável de aceitação.
As formulações de medicamentos de liberação lenta destinam-se a reduzir o uso indevido e diminuir as taxas de dependência, ao mesmo tempo em que tentam fornecer alívio legítimo da dor e facilidade de uso para pacientes com dor. No entanto, permanecem dúvidas sobre a eficácia e a segurança desses tipos de preparações. Outros medicamentos resistentes à adulteração estão atualmente sob consideração com ensaios para aprovação de mercado pelo FDA. 
A quantidade de evidências disponíveis permite apenas uma conclusão fraca, mas sugere que um médico que gerencie adequadamente o uso de opioides em pacientes sem histórico de transtorno por uso de substâncias pode proporcionar alívio da dor a longo prazo com pouco risco de desenvolver dependência ou outros efeitos colaterais graves .

### Náusea e vômito
A tolerância à náusea ocorre dentro de 7 a 10 dias, durante os quais os antieméticos ( por exemplo , haloperidol em dose baixa uma vez à noite) são muito eficazes. Devido a efeitos colaterais graves, como discinesia tardia, o haloperidol agora é raramente usado. Um medicamento relacionado, a proclorperazina é usado com mais frequência, embora tenha riscos semelhantes. Antieméticos mais fortes, como ondansetron ou tropisetron , às vezes são usados quando a náusea é intensa ou contínua e perturbadora, apesar de seu custo maior. Uma alternativa menos dispendiosa são os antagonistas da dopamina, como a domperidona e a metoclopramida. A domperidona não atravessa obarreira hematoencefálica e produz efeitos antidopaminérgicos centrais adversos, mas bloqueia a ação emética dos opioides na zona de gatilho quimiorreceptora . (O medicamento não está disponível nos EUA) Alguns anti-histamínicos com propriedades anticolinérgicas ( por exemplo , orfenadrina ou difenidramina) também podem ser eficazes. O anti-histamínico de primeira geração hidroxizina é muito utilizado, com as vantagens adicionais de não causar distúrbios do movimento, além de possuir propriedades poupadoras de analgésicos. Δ 9 - tetrahidrocanabinol alivia náuseas e vômitos;  também produz analgesia que pode permitir doses mais baixas de opioides com redução de náuseas e vômitos. 
- Antagonistas de 5-HT 3 ( por exemplo, ondansetrona )
- Antagonistas da dopamina ( por exemplo, domperidona )
- Anti-histamínicos anticolinérgicos ( por exemplo, difenidramina )
- Δ 9 -tetrahidrocanabinol ( por exemplo, dronabinol )

O vômito é devido à estase gástrica (vômito de grande volume, náusea breve aliviada pelo vômito, refluxo esofágico, plenitude epigástrica, saciedade precoce), além de ação direta na zona de gatilho quimiorreceptora da área postrema , o centro do vômito do cérebro. O vômito pode, portanto, ser prevenido por agentes procinéticos ( por exemplo , domperidona ou metoclopramida ). Se o vômito já tiver começado, esses medicamentos precisam ser administrados por via não oral ( por exemplo , subcutânea para metoclopramida, retal para domperidona).
- Agentes procinéticos ( por exemplo, domperidona )
- Agentes anticolinérgicos ( por exemplo , orfenadrina )

Evidências sugerem que a anestesia com opioides está associada a náuseas e vômitos pós-operatórios. 
Pacientes com dor crônica em uso de opioides tiveram pequenas melhorias na dor e funcionamento físico e aumento do risco de vômito. 

### Sonolência
A tolerância à sonolência geralmente se desenvolve ao longo de 5 a 7 dias, mas, se for problemática, mudar para um opioide alternativo geralmente ajuda. Certos opioides como fentanil , morfina e diamorfina (heroína) tendem a ser particularmente sedativos, enquanto outros como oxicodona , tilidina e meperidina (petidina) tendem a produzir comparativamente menos sedação, mas as respostas individuais dos pacientes podem variar acentuadamente e algum grau de tentativa e erro pode ser necessário para encontrar o medicamento mais adequado para um determinado paciente. Caso contrário, o tratamento com estimulantes do SNC geralmente é eficaz. 
- Estimulantes ( por exemplo , cafeína , modafinil , anfetamina , metilfenidato )

### Coceira
A coceira tende a não ser um problema grave quando os opioides são usados para alívio da dor, mas os anti-histamínicos são úteis para neutralizar a coceira quando ela ocorre. Os anti-histamínicos não sedativos, como a fexofenadina, são frequentemente preferidos, pois evitam o aumento da sonolência induzida por opioides. No entanto, alguns anti-histamínicos sedativos, como a orfenadrina , podem produzir um efeito sinérgico de alívio da dor, permitindo o uso de doses menores de opioides. Consequentemente, vários produtos combinados opioides/anti-histamínicos têm sido comercializados, como Meprozine ( meperidina / prometazina ) e Diconal ( dipipanona / ciclizina), e estes também podem reduzir a náusea induzida por opioides.
- Anti-histamínicos ( por exemplo, fexofenadina )

### Constipação
A constipação induzida por opioides (OIC) se desenvolve em 90 a 95% das pessoas que tomam opioides por um longo período.  Uma vez que a tolerância a esse problema geralmente não se desenvolve, a maioria das pessoas em uso prolongado de opioides precisa tomar um laxante ou enemas . 
O tratamento da OIC é sucessional e depende da gravidade.  O primeiro modo de tratamento não é farmacológico e inclui modificações no estilo de vida, como aumento de fibras alimentares , ingestão de líquidos (cerca de 1,5 L (51 US fl oz) por dia) e atividade física .  Se as medidas não farmacológicas forem ineficazes, laxantes , incluindo laxantes ( por exemplo , polietilenoglicol ), laxantes formadores de volume ( por exemplo , suplementos de fibra ), laxantes estimulantes ( por exemplo , bisacodil, senna ) e/ou enemas , podem ser usados.  Um regime laxativo comum para OIC é a combinação de docusato e bisacodil. Laxantes osmóticos , incluindo lactulose, polietilenoglicol e leite de magnésia (hidróxido de magnésio), bem como óleo mineral (um laxante lubrificante ), também são comumente usados para OIC. 
Se os laxantes forem insuficientemente eficazes (o que geralmente é o caso),  as formulações ou regimes de opioides que incluem um antagonista de opioide periférico seletivo , como brometo de metilnaltrexona , naloxegol , alvimopan ou naloxona (como em oxicodona/naloxona ), podem ser testado.  Uma revisão Cochrane de 2018 constatou que as evidências eram provisórias para alvimopan, naloxona ou brometo de metilnaltrexona. A naloxona por via oral parece ser a mais eficaz. Foi demonstrado que uma dose diária de 0,2 mg de naldemedina melhora significativamente os sintomas em pacientes com OIC. 
A rotação de opioides é um método sugerido para minimizar o impacto da constipação em usuários de longo prazo.  Embora todos os opioides causem constipação, existem algumas diferenças entre os medicamentos, com estudos sugerindo que tramadol , tapentadol , metadona e fentanil podem causar relativamente menos constipação, enquanto com codeína , morfina , oxicodona ou hidromorfona , a constipação pode ser comparativamente mais grave.

### Depressão respiratória
A depressão respiratória é a reação adversa mais grave associada ao uso de opioides, mas geralmente é observada com o uso de uma dose única intravenosa em um paciente virgem de opioides. Em pacientes que tomam opioides regularmente para alívio da dor, a tolerância à depressão respiratória ocorre rapidamente, de modo que não é um problema clínico. Várias drogas foram desenvolvidas que podem bloquear parcialmente a depressão respiratória, embora o único estimulante respiratório atualmente aprovado para esse fim seja o doxapram , que tem eficácia limitada nessa aplicação.  Medicamentos mais recentes, como BIMU-8 e CX-546 , podem ser muito mais eficazes. 
- Estimulantes respiratórios: agonistas dos quimiorreceptores carotídeos ( por exemplo, doxapram ), agonistas de 5-HT4 ( por exemplo , BIMU8 ), agonistas δ-opioides ( por exemplo , BW373U86 ) e AMPAcinas ( por exemplo, CX717 ) podem reduzir a depressão respiratória causada por opioides sem afetar a analgesia, mas a maioria dos essas drogas são apenas moderadamente eficazes ou têm efeitos colaterais que impedem o uso em humanos. Agonistas de 5-HT 1A , como 8-OH-DPAT e repinotantambém neutralizam a depressão respiratória induzida por opioides, mas ao mesmo tempo reduzem a analgesia, o que limita sua utilidade para esta aplicação.
- Antagonistas opioides ( por exemplo , naloxona , nalmefeno , diprenorfina )

As primeiras 24 horas após a administração de opioides parecem ser as mais críticas em relação à OIRD com risco de vida, mas podem ser evitáveis com uma abordagem mais cautelosa ao uso de opioides. 
Pacientes com doenças cardíacas, respiratórias e/ou apneia obstrutiva do sono têm risco aumentado de OIRD. 

### Aumento da sensibilidade à dor
A hiperalgesia induzida por opioides – em que os indivíduos que usam opioides para aliviar a dor paradoxalmente experimentam mais dor como resultado dessa medicação – foi observada em algumas pessoas. Esse fenômeno, embora incomum, é observado em algumas pessoas que recebem cuidados paliativos , na maioria das vezes quando a dose é aumentada rapidamente.  Se encontrada, a rotação entre vários analgésicos opioides diferentes pode diminuir o desenvolvimento de aumento da dor .  A hiperalgesia induzida por opioides ocorre mais comumente com o uso crônico ou altas doses breves, mas algumas pesquisas sugerem que ela também pode ocorrer com doses muito baixas. 
Efeitos colaterais como hiperalgesia e alodinia , às vezes acompanhados de piora da dor neuropática , podem ser consequências do tratamento prolongado com analgésicos opioides, especialmente quando o aumento da tolerância resultou em perda de eficácia e consequente escalonamento progressivo da dose ao longo do tempo. Isso parece ser em grande parte resultado de ações de drogas opióides em alvos diferentes dos três receptores opióides clássicos, incluindo o receptor de nociceptina , receptor sigma e receptor semelhante a Toll 4 , e pode ser neutralizado em modelos animais por antagonistas nesses alvos, como J-113,397 , BD-1047 ou (+)-naloxona , respectivamente. No momento, nenhum medicamento foi aprovado especificamente para neutralizar a hiperalgesia induzida por opioides em humanos e, em casos graves, a única solução pode ser interromper o uso de analgésicos opioides e substituí-los por medicamentos analgésicos não opioides. No entanto, como a sensibilidade individual ao desenvolvimento desse efeito colateral é altamente dependente da dose e pode variar de acordo com o analgésico opióide usado, muitos pacientes podem evitar esse efeito colateral simplesmente reduzindo a dose do fármaco opióide (geralmente acompanhado pela adição de um suplemento analgésico não opioide), alternando entre diferentes drogas opioides , ou trocando para um opioide mais suave com um modo de ação misto que também neutraliza a dor neuropática, particularmente tramadol ou tapentadol .
- Antagonistas dos receptores NMDA , como cetamina
- SNRIs como milnaciprano
- Anticonvulsivantes como gabapentina ou pregabalina

#### Baixos níveis de hormônios sexuais
Estudos clínicos associaram consistentemente o uso de opioides médicos e recreativos com hipogonadismo (baixos níveis de hormônios sexuais ) em diferentes sexos. O efeito é dependente da dose . A maioria dos estudos sugere que a maioria (talvez até 90%) dos usuários crônicos de opioides desenvolve hipogonadismo. Uma revisão sistemática e meta-análise de 2015 descobriu que a terapia com opioides suprimiu os níveis de testosterona em homens em cerca de 165 ng/dL (5,7 nmol/L) em média, o que representou uma redução no nível de testosterona de quase 50%.  Por outro lado, a terapia com opioides não afetou significativamente os níveis de testosterona em mulheres.  No entanto, os opioides também podem interferir na menstruaçãonas mulheres, limitando a produção do hormônio luteinizante (LH). O hipogonadismo induzido por opioides provavelmente causa a forte associação do uso de opioides com osteoporose e fratura óssea , devido à deficiência de estradiol . Também pode aumentar a dor e, assim, interferir no efeito clínico pretendido do tratamento com opioides. O hipogonadismo induzido por opioides é provavelmente causado pelo agonismo dos receptores opioides no hipotálamo e na glândula pituitária . A testosterona deprimidaos níveis de viciados em heroína voltaram ao normal dentro de um mês de abstinência, sugerindo que o efeito é facilmente reversível e não permanente. A partir de 2013 , o efeito de baixas doses ou uso agudo de opioides no sistema endócrino não é claro .  O uso prolongado de opioides também pode afetar outros sistemas hormonais . 

#### Interrupção do trabalho
O uso de opioides pode ser um fator de risco para o não retorno ao trabalho. 
As pessoas que executam qualquer tarefa sensível à segurança não devem usar opioides.  Os profissionais de saúde não devem recomendar que trabalhadores que dirigem ou usam equipamentos pesados , incluindo guindastes ou empilhadeiras , tratem dores crônicas ou agudas com opioides.  Os locais de trabalho que gerenciam trabalhadores que realizam operações sensíveis à segurança devem designar trabalhadores para tarefas menos sensíveis enquanto esses trabalhadores forem tratados por seus médicos com opioides. 
As pessoas que tomam opioides a longo prazo têm maior probabilidade de ficar desempregadas.  O uso de opioides pode atrapalhar ainda mais a vida do paciente e os próprios efeitos adversos dos opioides podem se tornar uma barreira significativa para que os pacientes tenham uma vida ativa, consigam um emprego e mantenham uma carreira.
Além disso, a falta de emprego pode ser um preditor de uso aberrante de opioides prescritos. 

#### Aumento da propensão a acidentes
O uso de opioides pode aumentar a propensão a acidentes . Os opioides podem aumentar o risco de acidentes de trânsito  e quedas acidentais . 
Atenção Reduzida
Os opioides demonstraram reduzir a atenção, ainda mais quando usados com antidepressivos e/ou anticonvulsivantes. 

## Interações
Os médicos que tratam pacientes usando opioides em combinação com outras drogas mantêm documentação contínua de que tratamento adicional é indicado e permanecem cientes das oportunidades de ajustar o tratamento se a condição do paciente mudar para merecer uma terapia menos arriscada. 

## Farmacologia
Os opióides ligam-se a receptores opióides específicos no sistema nervoso e em outros tecidos. Existem três classes principais de receptores opióides, μ, κ, δ (mu, kappa e delta), embora até dezessete tenham sido relatados, e incluem os ε, ι, λ e ζ (Epsilon, Iota, Lambda e Zeta ) receptores. Por outro lado, os receptores σ (Sigma) não são mais considerados receptores opióides porque sua ativação não é revertida pelo agonista inverso opióide naloxona, eles não exibem alta afinidade de ligação para opióides clássicos e são estereosseletivos para isômeros dextro-rotatórios enquanto os outros receptores opióides são estereosseletivos para isômeros levógiros. Além disso, existem três subtipos de μ-receptor: μ1 e μ2, e o recém-descoberto μ3. Outro receptor de importância clínica é o receptor 1 semelhante ao receptor opióide (ORL1), que está envolvido nas respostas à dor, além de ter um papel importante no desenvolvimento da tolerância aos agonistas μ-opióides usados como analgésicos. Estes são todos os receptores acoplados à proteína G que atuam na neurotransmissão GABAérgica.
A resposta farmacodinâmica a um opióide depende do receptor ao qual ele se liga, sua afinidade por esse receptor e se o opióide é um agonista ou um antagonista. Por exemplo, as propriedades analgésicas supraespinais do agonista opióide morfina são mediadas pela ativação do receptor μ1; depressão respiratória e dependência física pelo receptor μ2; e sedação e analgesia espinhal pelo receptor κ [carece de fontes]. Cada grupo de receptores opióides provoca um conjunto distinto de respostas neurológicas, com os subtipos de receptores (como μ1 e μ2, por exemplo) fornecendo respostas ainda mais [mensuráveis] específicas. Exclusivo para cada opióide é sua afinidade de ligação distinta para as várias classes de receptores opióides (por exemplo, os receptores opióides μ, κ e δ são ativados em diferentes magnitudes de acordo com as afinidades específicas de ligação ao receptor do opióide). Por exemplo, o alcalóide opiáceo morfina exibe alta afinidade de ligação ao receptor μ-opióide, enquanto a cetazocina exibe alta afinidade aos receptores θ. É esse mecanismo combinatório que permite a existência de uma classe tão ampla de opióides e projetos moleculares, cada um com seu próprio perfil de efeito único. Sua estrutura molecular individual também é responsável por sua diferente duração de ação, em que a degradação metabólica (como a N-desalquilação) é responsável pelo metabolismo dos opióides.

### Seletividade funcional
Uma nova estratégia de desenvolvimento de drogas leva em consideração a transdução do sinal do receptor . Essa estratégia visa aumentar a ativação de vias de sinalização desejáveis, reduzindo o impacto em vias indesejáveis. Essa estratégia diferencial recebeu vários nomes, incluindo seletividade funcional e agonismo tendencioso. O primeiro opióide que foi intencionalmente concebido como um agonista tendencioso e colocado em avaliação clínica é a droga oliceridina . Apresenta atividade analgésica e efeitos adversos reduzidos. 

## Classificação
Há várias classes amplas de opioides:
- Opiáceos naturais: alcalóides contidos na resina da papoila do ópio, principalmente morfina, codeína e tebaína, mas não papaverina e noscapina que têm um mecanismo de ação diferente; Os seguintes podem ser considerados opiáceos naturais: As folhas de Mitragyna speciosa (também conhecida como kratom) contêm alguns opióides de ocorrência natural, ativos através dos receptores Mu e Delta. A salvinorina A, encontrada naturalmente na planta Salvia divinorum, é um agonista do receptor kappa-opióide.[56]
- Ésteres de opiáceos de morfina: ligeiramente alterados quimicamente, mas mais naturais que os semi-sintéticos, pois a maioria são pró-drogas de morfina, diacetilmorfina (diacetato de morfina; heroína), nicomorfina (dinicotinato de morfina), dipropanoilmorfina (dipropionato de morfina), desomorfina, acetilpropionilmorfina, dibenzoilmorfina, diacetildihidromorfina ;[57][58]
- Opióides semi-sintéticos: criados a partir de opiáceos naturais ou ésteres de morfina, como hidromorfona, hidrocodona, oxicodona, oximorfona, etilmorfina e buprenorfina;
- Opióides totalmente sintéticos: como fentanil, petidina, levorfanol, metadona, tramadol, tapentadol e dextropropoxifeno;
- Peptídeos opióides endógenos, produzidos naturalmente no corpo, como endorfinas, encefalinas, dinorfinas e endomorfinas. A morfina e alguns outros opióides, que são produzidos em pequenas quantidades no corpo, estão incluídos nesta categoria.

Alcaloides e derivados do ópio
Opioides alcaloides
Fenantrenos que ocorrem naturalmente em (ópio):
- Codeína
- Morfina
- Tebaína
- Oripavina[59]

Preparações de alcalóides mistos de ópio, incluindo papaveretum, ainda são ocasionalmente usadas.
Ésteres de morfina
- Diacetilmorfina (diacetato de morfina; heroína)
- Nicomorfina (dinicotinato de morfina)
- Dipropanoilmorfina (dipropionato de morfina)
- Diacetildihidromorfina
- Acetilpropionilmorfina
- Desomorfina
- Metildesorfina
- Dibenzoilmorfina

Derivados de alcalóides semi-sintéticos
- Buprenorfina
- Etorfina
- Hidrocodona
- Hidromorfona
- Oxicodona (vendida como OxyContin)
- Oximorfona

Opioides antagonistas
- Nalmefene
- Naloxone
- Naltrexone
- Metilnaltrexona (A metilnaltrexona é apenas perifericamente ativa, pois não atravessa a barreira hematoencefálica em quantidades suficientes para ser centralmente ativa. Como tal, pode ser considerada a antítese da loperamida.)
- Naloxegol (Naloxegol é apenas perifericamente ativo, pois não atravessa a barreira hematoencefálica em quantidades suficientes para ser ativo centralmente. Como tal, pode ser considerado a antítese da loperamida.)